# Baliza de la isla Rúa
La baliza de la isla de la Rúa es una baliza situada en la isla de La Rúa, perteneciente al territorio de Ribeira (provincia de La Coruña, Galicia, España). Está gestionada por la Autoridad Portuaria de Villagarcía de Arosa.

## Historia
El proyecto de construcción fue aprobado el 25 de noviembre de 1864 y comenzó su servicio el 18 de marzo de 1869.